# マコードナガクビガメ
マコードナガクビガメ（学名：Chelodina mccordi）は、ヘビクビガメ科ナガクビガメ属に分類されるカメ。

## 分布
インドネシア（ロテ島）固有種

## 形態
最大甲長21.5センチメートル。背甲はやや幅広い卵形。第5椎甲板は横幅よりも縦幅の方が大きい。第1縁甲板は第2縁甲板よりも小型。成体は背甲の甲板に皺が入る個体が多い。背甲の色彩は黒や濃赤褐色。腹甲は大型。喉甲板と左右の喉甲板の間にある甲板（喉間甲板）の継ぎ目（シーム）は、肩甲板と喉間甲板のシームより長い。腹甲のシームの周囲に沿って入る黒色斑が不明瞭。
属内では頸部がやや短い。頭部や頸部、四肢背面の色彩は黒く、腹面の色彩は灰色。
孵化直後の幼体は腹甲、頭部や頸部腹面に、黄色や橙色の斑紋が入る。
- C. m. mccordi　ニシマコードナガクビガメ

胸甲板と腹甲板のシームが第5縁甲板と第6縁甲板のシームに直線状に繋がる。後肢の開口部が第6縁甲板内縁にかからない。
- C. m. roteensis　ヒガシマコードナガクビガメ

胸甲板と腹甲板のシームが第5縁甲板に接する。腹甲後部の開口部が第6縁甲板内縁にかかる。

## 分類
- Chelodina mccordi mccordi　Rhodin, 1994　ニシマッコードナガクビガメ
- Chelodina mccordi roteensis　Mccord, 2007　ヒガシマッコードナガクビガメ

## 生態
湖、水田やその周辺の水場などに生息する。
食性は動物食で、飼育下では魚類、甲殻類などを食べた例がある。

## 人間との関係
種小名mccordiはBill Mccordへの献名。
食用やペット用の乱獲などにより生息数は激減している（1970-1980年代は主に中華人民共和国への食用、1980年代以降は主に欧米や日本へのペット用）。1997年にインドネシアでは輸出が規制されたが、以降も密輸されたと考えられている。2005年にワシントン条約附属書IIに掲載された。
ペットとして飼育されることもあり、日本にも輸入されている。以前はニューギニアナガクビガメとして野生個体が大量に流通していた（亜種が分割されたのが2007年のためマコードナガクビガメとして2亜種とも流通していたと考えられ、亜種間雑種と思われる個体も見られる）。ヨーロッパや日本国内での飼育下繁殖個体が少数流通する。飼育下では配合飼料にも餌付く。

## 画像

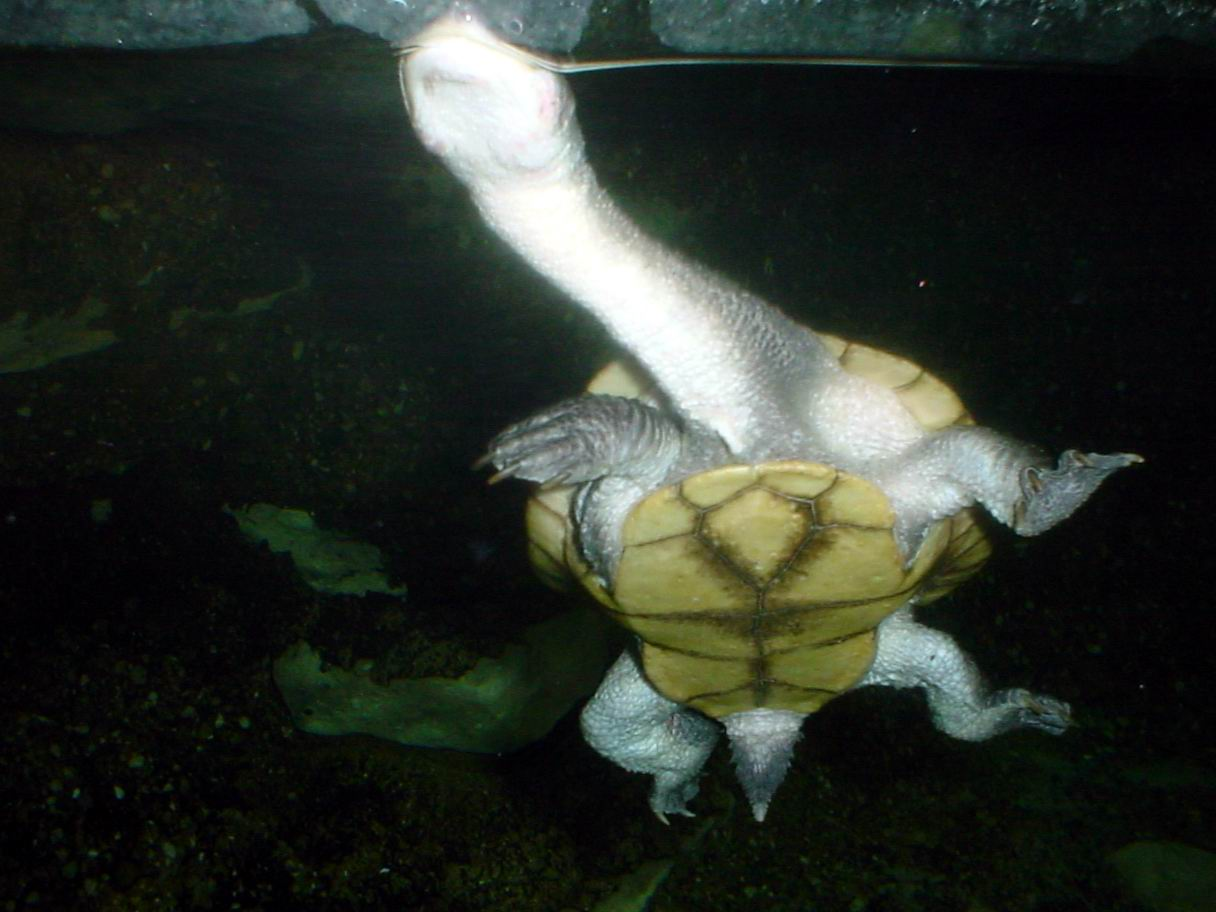
腹甲